# Dublin, North Carolina
Dublin är en kommun (town) i Bladen County i North Carolina. Vid 2010 års folkräkning hade Dublin 338 invånare.